# Jamane Miki
Jamane Miki (山根 視来; Hepburn: Miki Yamane; Jokohama, 1993. december 22. –) japán válogatott labdarúgó, a LA Galaxy játékosa. 

## Pályafutása

### Klubcsapatban
2016 és 2019 között a Sónan Bellmare játékosa volt. A japán első osztályban 2016. április 20-án mutatkozott be. 2020-tól a Kavaszaki Frontale csapatában játszik. 2020-ban és 2021-ben is megnyerte csapatával a bajnokságot. 
2024. január 5-én az amerikai Los Angeles Galaxy hároméves szerződést kötött vele.

### A válogatottban
2021. március 25-én mutatkozott be egy Dél-Korea elleni barátságos mérkőzésen a japán válogatottban. 3–0-ra győztek és ő szerezte a vezető gólt. Beválogatták a  2022-es világbajnokságra utazó csapat keretébe is.

## Sikerei, díjai
Kawasaki Frontale
- Japán bajnok (2): 2020, 2021